# Sphagnum lenense
Sphagnum lenense är en bladmossart som beskrevs av H. Lindberg och Savicz-ljubitskaya 1936. Sphagnum lenense ingår i släktet vitmossor, och familjen Sphagnaceae. Inga underarter finns listade i Catalogue of Life.